# Ariq Böke
Ariq Böke (después de 1219 – 1266), los componentes de su nombre también escritos Arigh, Arik y Bukha, Buka (mongol: Аригбөх, chino: 阿里 不 哥), era el séptimo hijo más joven de Tolui, y nieto de Gengis Kan. Después de la muerte de su hermano el Gran Kan Möngke, Ariq Böke reclamó el título de Gran Kan del Imperio Mongol y tomó el poder brevemente mientras que sus hermanos Kublai (más comúnmente conocido como Kublai Khan) y Hulagu (más comúnmente conocido como Hulagu Khan) estaban ausentes de la patria mongola. Cuando Kublai volvió para una elección en 1260, las facciones rivales no pudieron ponerse de acuerdo, y eligieron a los pretendientes, Kublai y Ariq Böke, al trono, dando por resultado la guerra civil Toluida que fragmentó el imperio mongol. Ariq Böke fue apoyado por los tradicionalistas del Imperio mongol, mientras que su hermano Kublai fue apoyado por los principales príncipes de China del Norte y Manchuria.

## Primeros años
Ariq Böke fue el hijo más joven de Sorgaqtani Beki y Tolui, el hijo más joven de Gengis Kan. Cuando Gengis Kan murió en 1227, el liderazgo de su Imperio pasó al tercer hijo de éste, Ögedei (tío de Ariq Böke). Él asistió pacíficamente a las elecciones de ambos, de su tío, el Gran Kan Ögedei y del sucesor e hijo mayor de Ögedei, Guyuk. Después de que su hermano mayor Möngke fuera coronado en 1250, su familia se hizo aún más poderosa entre los chinguísidas. Ariq Böke también es conocido por ser simpatizante del cristianismo; esto se sabe por el reporte del franciscano Guillermo de Rubruck, quien fue un enviado de Luis IX de Francia.

## Conflicto de sucesión

### Gran Kan
Cuando el Kan Ögedei murió, estalló una lucha de poder, con el liderazgo pasando a Güyük, hijo de Ögedei en 1246, aunque Güyük murió solo dos años después, en 1248. Tras otro conflicto, los hijos de Tolui, hermano de Ögedei, tomaron el poder. El primero de los hijos de Tolui en ser Gran Kan fue Möngke, quien prosiguió con Kublai para conquistar el sur de China y la Dinastía Song del Sur. Su hermano Hulagu lideró el avance mongol hacia el oeste, conquistando Bagdad y prosiguiendo a Siria y hacia Palestina. Durante este tiempo, todos los asuntos del área central de la ciudad quedaron bajo el control del hermano de ambos, Ariq Böke.
Cuando Möngke murió en 1259, Ariq Böke fue elegido Kan en ausencia de sus hermanos, y tuvo el apoyo de la mayoría de los ministros existentes y poderosas familias de la capital de Karakorum, como la familia de Möngke, y otros príncipes de la Familia Dorada junto con otras fuerzas de la capital de Karakorum incluyendo los guardaespaldas reales torguud y las élites de la Horda Blanca, así como los Oirates, quienes se aliaron con él, ya que uno de los líderes de los Oirates se casó con su hija. Sin embargo, cuando Kublai y Hulagu recibieron noticias de la muerte de Möngke, ellos abortaron sus propias batallas ordenando el retorno a la capital para decidir el asunto de la sucesión. En mayo de 1260, Kublai fue elegido Kan por sus propios partidarios, para competir con el reclamo de Ariq Böke. Posteriormente estalló una guerra civil entre los hermanos por el liderazgo del Imperio. Por ejemplo, cuando el Kanato de Chagatai necesitó un nuevo líder, Kublai intentó enviar a Abishqa, quien le era leal. Pero Ariq Böke hizo capturar a Abishqa y finalmente asesinarlo, y en su lugar instaló a su propio aliado Alghu. Ariq Böke ordenó a Alghu defender el área de las fuerzas de Hulagu, y la posible presencia de Berke de la Horda Dorada. Pero Alghu abandonó a Ariq Böke, matando a sus enviados por el tesoro, mientras que Kaidu permaneció leal a Ariq Böke. Alghu y Ariq Böke pronto estuvieron en conflicto directo, con Alghu ganando el primer enfrentamiento, pero luego en el segundo, Ariq Böke salió victorioso, y forzó a Alghu a huir hacia el oeste.

### Rendición
Finalmente, como la guerra continuó entre Ariq Böke y su hermano Kublai, las fuerzas del primero se debilitaron. Kublai tenía poderosas fuerzas de caballería mongolas: de Mongolia, manchúes, han, kazajas y numerosas unidades de infantería chinas y de Goryeo. El seguidor de Kublai, Kadan, un hijo de Ögedei, aplastó la fuerza de Ariq Böke bajo el general Alandar, y Ariq Böke perdió dos veces el control de la capital de Karakorum. Kublai también bloqueó todo el comercio a Mongolia desde el norte de China, con el fin de cortar el suministro de alimentos. Ariq Böke finalmente se rindió a Kublai en 1263. Fue encarcelado, y murió misteriosamente pocos años después de su rendición, conduciendo a rumores de que había sido envenenado en secreto.

## Legado
De acuerdo al académico David Morgan “Ariq Böke puede ser visto como representación de una escuela de pensamiento influyente entre los mongoles, a lo que Kublai se opuso por sus acciones y actitudes después de 1260. Algunos mongoles sintieron que había una corriente peligrosa hacia la suavidad, tipificada en aquellos como Kublai quien pensaba que había algo que decir para la civilización establecida y para el estilo de vida chino. En la visión tradicionalista, el centro mongol debe permanecer en Mongolia, y la vida nómada de los mongoles se debía preservar sin contaminar. China debería simplemente ser explotada. Ariq Böke llegó a ser considerado como el mascarón de proa de esta facción.” Este legado fue continuado por Kaidu. A pesar de que Ariq Böke perdió su poder, algunos de sus descendientes se convirtieron más tarde en importantes figuras en el Ilkanato y en la Dinastía Yuan del Norte, y el linaje del Ilkán Arpa Ke'un y el de Yesüder se remontan a Ariq Böke.